# Estação Hospital de Móstoles
Hospital de Móstoles é uma estação da Linha 12 do Metro de Madrid . A estação está localizada junto ao Hospital de mesmo nome.
A partir de 21 de junho de 2014, o Hospital de Móstoles tornou-se o terminal da linha 12 devido a obras para melhorar as instalações entre esta estação e a Universidade Rey Juan Carlos. O motivo dessas obras foi a modernização e melhoria da plataforma da via, com substituição de blocos, injeções, valas transversais e alargamento do canal. O serviço foi restabelecido em 5 de julho de 2014.